# 売官
売官（ばいかん）とは、官職を売ること。

## 概要
古代・中世の日本では無官の者を救済する施策として正式な制度として導入されていた。また、世界的には財政が窮乏した際の増収策の一環として官位などが売りに出される例もあった。
中国では富豪が朝廷への献金と引き替えに名目的な官位を授かる風習が清代まで見られた（捐納）。多くは員外官であったことから「員外」というのが富豪の敬称として一般的になった。また、官爵を売却する売爵も行われた。売官や売爵は国家の慶事における賞賜などにおいて賜与の基準とされたり、犯罪における刑罰の減免特典が付随したりしたことから、与えられた官位や官爵は決して名前だけとは言えなかった。後漢では対外戦争や自然災害のために増税では追いつかずに度々売官や売爵が行われてきたが、霊帝の時代には三公などの高官までが売官に出された。崔烈が五百万銭で三公の一つである司徒を買って息子から「世間では銅臭がすると申しております」と言われたのはこの際のことである。また、唐では当時出家が認可制であったことから、出家認可証である度牒を民間人に売る「売度」も行われた（僧侶は免税免役を認められていたことから需要があった。礪波護「隋唐の仏教と国家」P158、中公文庫）。
現代では政府の人事において賄賂により官職をあてがう場合に用いられる。

## 日本における売官
売官とは、任料を納めた散位の者を官職に叙任することをいい、年官及び成功などがその例である。
古代・中世の日本において、六位以下の無官の者(散位)に対して救済及び任官、昇叙の機会を得させるために輪番で散位寮に出仕させ、位階昇進に必要な勤続年数を満たして任官の機会を待たせる施策がとられていた。次第に、これに定数ができた後も定員外の者が続労銭を納め、「労」を銭で購入する機会が提供されるようになったことにより売官の制度が定着した。
律令制に基づく、土地制度・租税制度が崩壊して国家財政が歳入不足に悩まされるようになった10世紀以後に年官・成功が行われるようになった。こうした行為は律令国家・法治国家の建前からすれば、国家の秩序を乱す行為であったが、その前提となる財政・税制を巡る法制の機能が崩壊した時代において、こうした年官・成功が古代末期から中世日本の国家財政を支えていたのが実情であり、成功という表現に「功」の字が用いられ、反対に売官行為として非難された記録が平安・鎌倉時代を通じて数例しか見られないことが、当時の政治指導者によって年官・成功が積極的・肯定的に評価されていたことの反映であったと考えられている。
また、正式な売官ではないが戦国時代になると、朝廷は御所の修理や即位の礼が行えないほど困窮していたため、各地の戦国大名に官位を与え、その見返りに礼物礼銭を得ており、これが重要な収入源となった。本来は室町幕府が武家官位を統制していたが、戦国時代に入ると幕府の権威・権力が低下したために、戦国大名が幕府を通さずに朝廷と直接交渉するようになっていた。その結果、官位が濫発され、本来は室町幕府の四職だけしかなれなかった左京大夫が一時期に何人も誕生したり、大内義隆のように朝廷に多額の献金を行うことで従二位・兵部卿にまで上り詰める者まで出ている。